# FN MAG
A belgiumi FN Herstal által kifejlesztett MAG géppuska a világ egyik legelterjedtebb 7,62x51 mm NATO lőszert tüzelő fegyvere, melyet több mint 80 haderő használ világszerte. A MAG-58, illetve M240 néven is ismert fegyver elméleti tűzgyorsasága 650 lövés percenként, hatásos lőtávolsága 800 m, háromlábú állványról 1100 m.
A MAG géppuskát kisebb mennyiségben a Magyar Honvédség is alkalmazza – elsősorban harcjárművek, helikopterek fegyverzeteként.

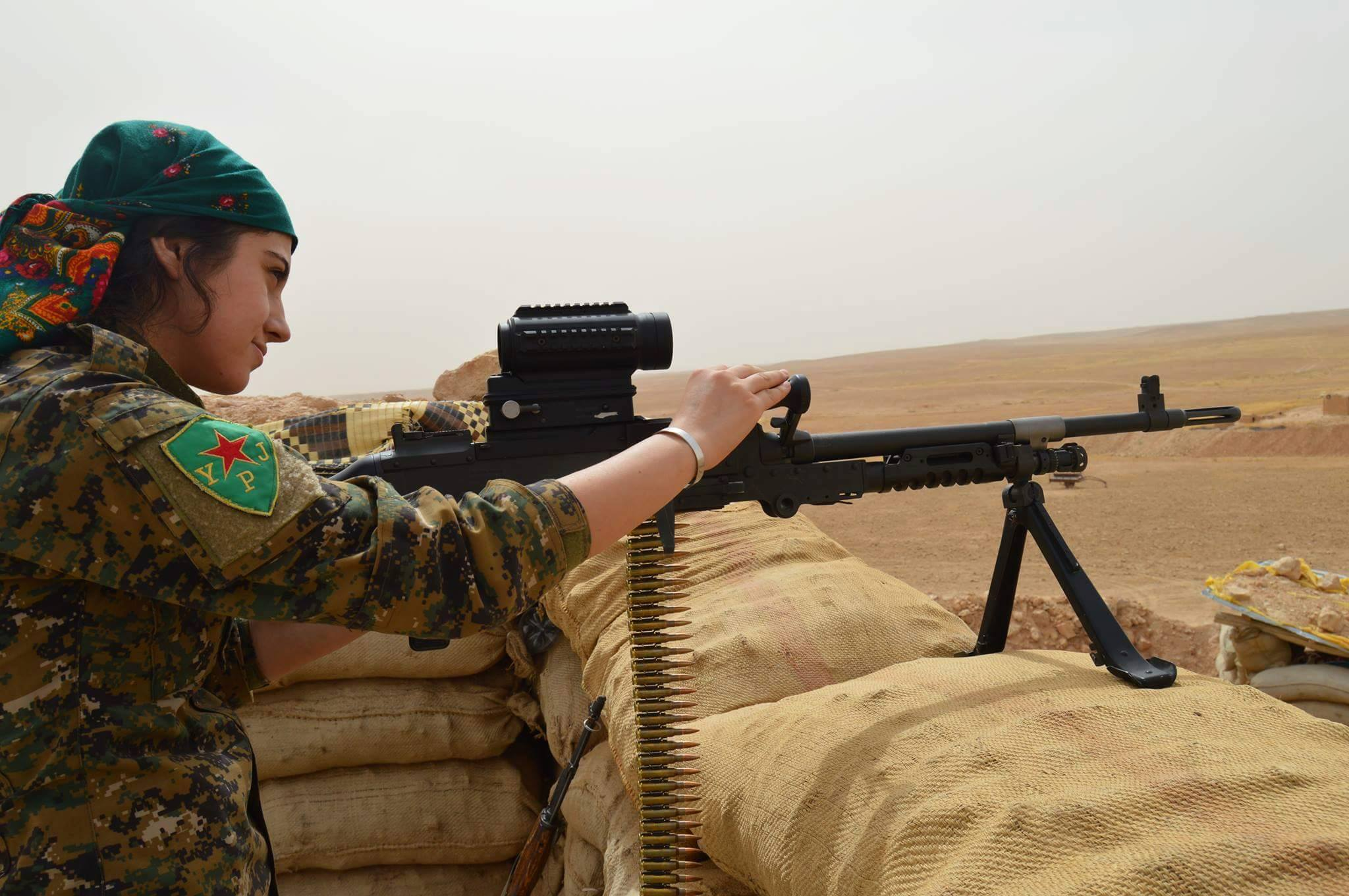
Kurd YPG harcos amerikai M240-essel
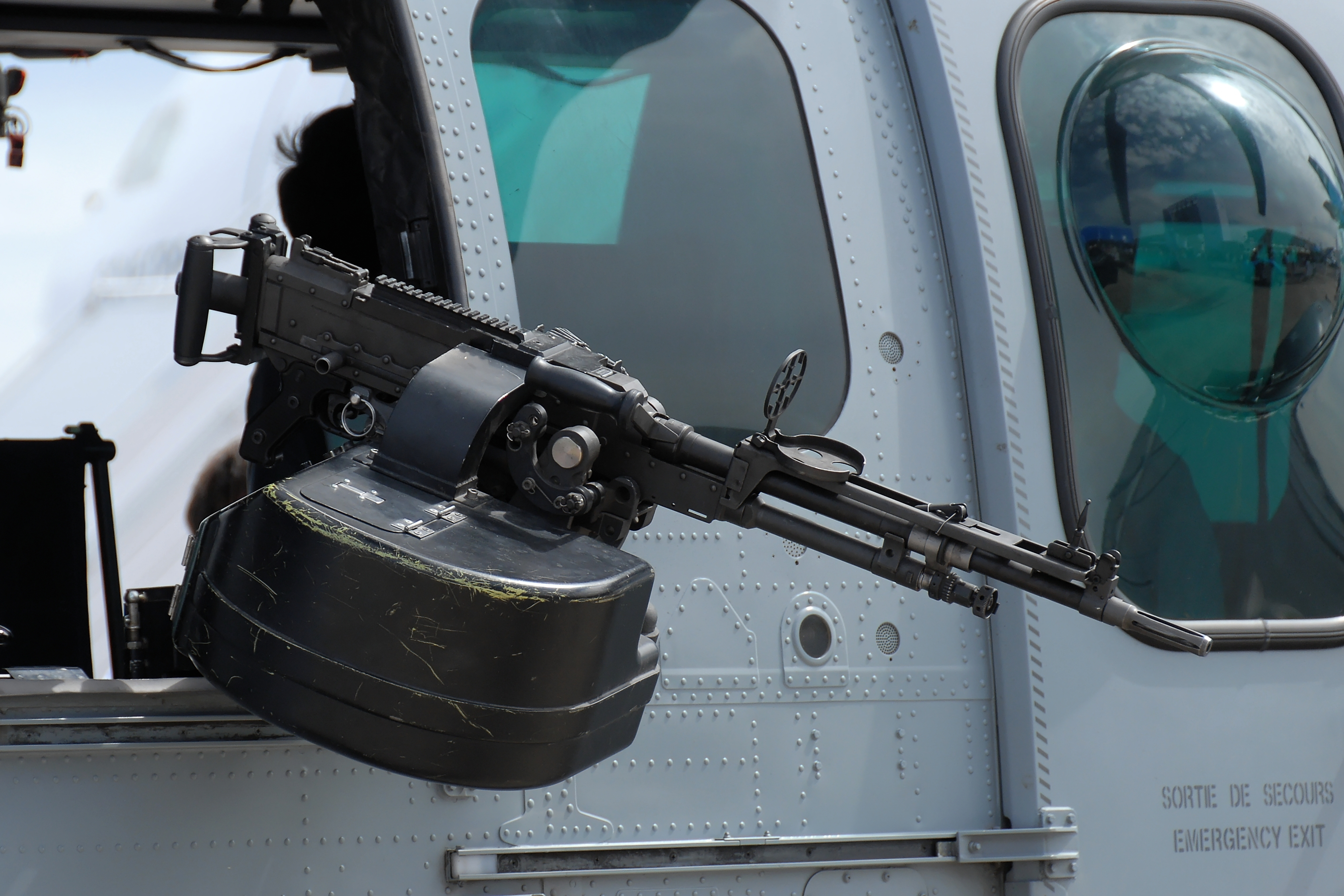
Egy MAG a H225M ablakában
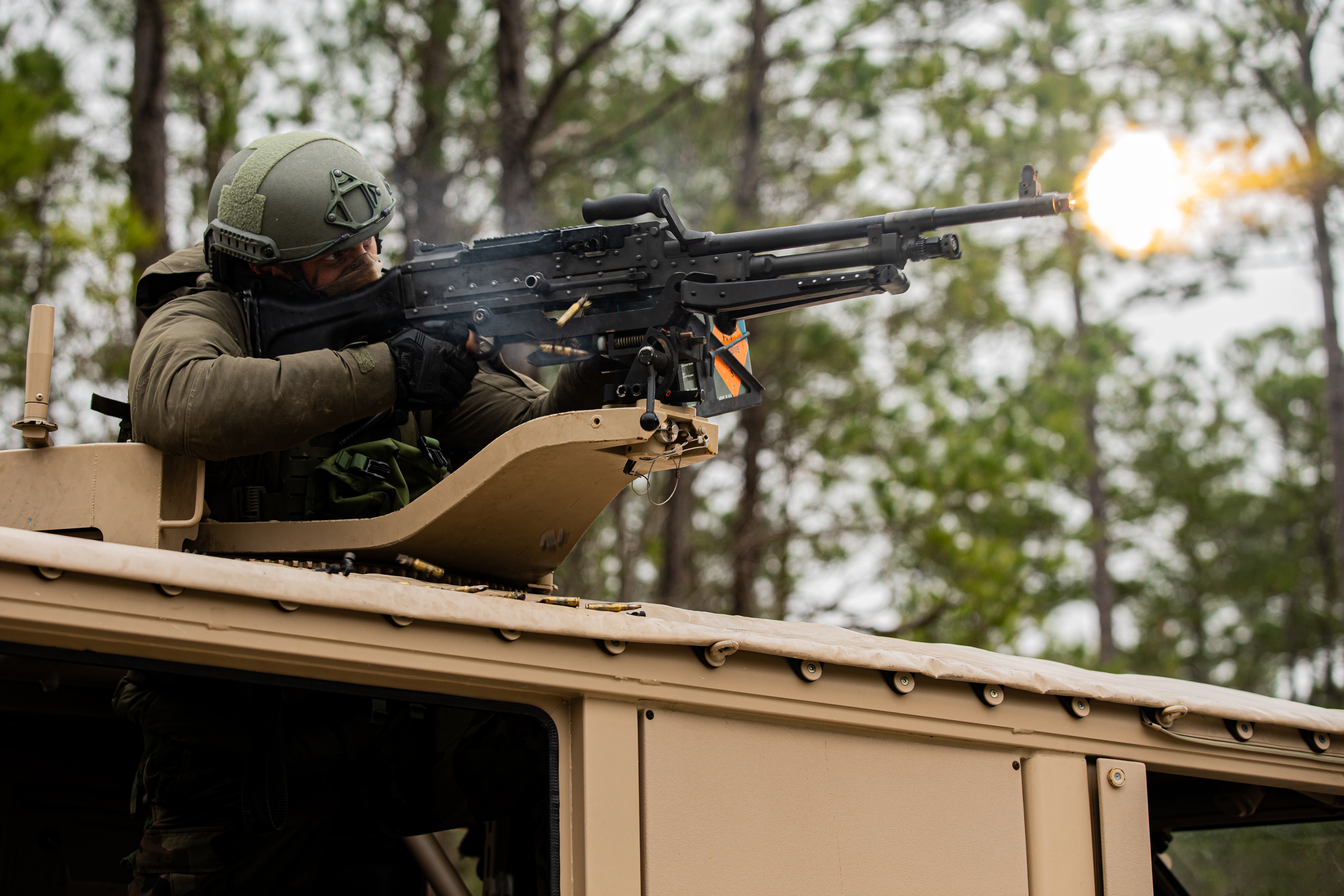
Járműveken is gyakran használják
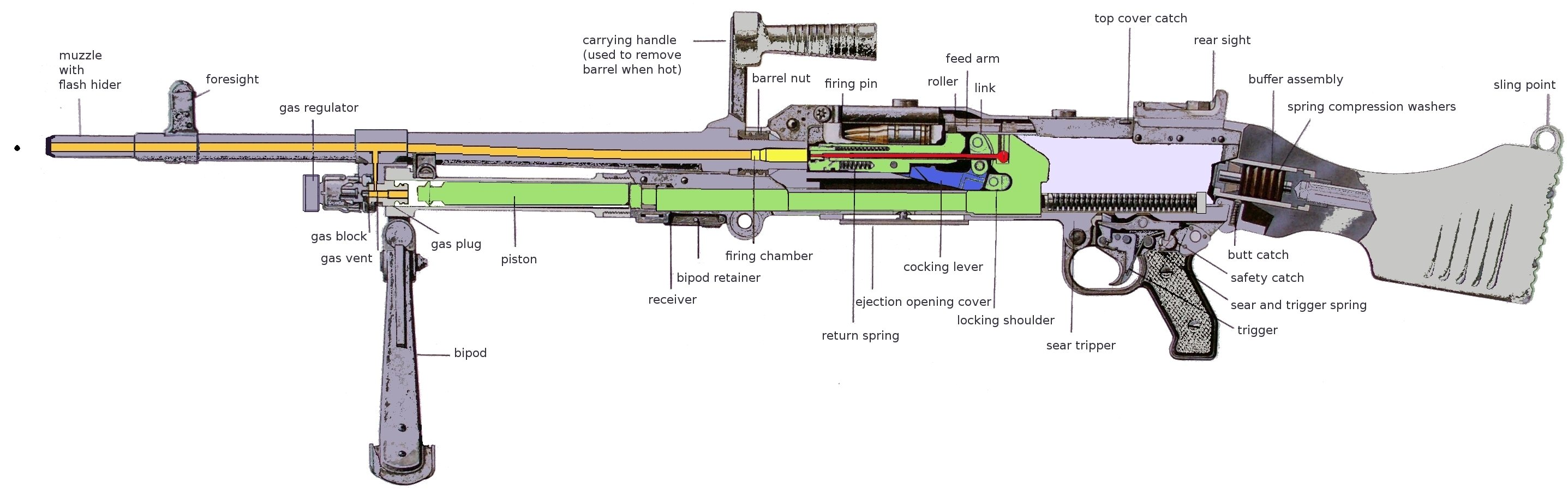
A MAG metszetrajza